# Jan Fabre
Jan Fabre (Anvers, 14 de desembre de 1958) és director de teatre, d'òpera, coreògraf, artista visual i de performance conegut arreu de món com un dels artistes més innovadors i versàtils del seu temps. L'abril del 2022, Fabre va ser condemnat pel Tribunal Penal d'Anvers a 18 mesos de presó per abús sexual.

## Carrera professional
Graduat a l'Institut Municipal d'Arts Decoratives i la Reial Acadèmia de Belles Arts, Fabre és un autor multidisciplinari on molts cops no se sap on comença l'obra de teatre i on l'obra d'art. Té el do de portar al límit les possibilitats dels camps que toca arribant a revessar-los i tot.
Als inicis de la seva carrera, quan era molt jove encara, als setanta, va causar furor amb la seva primera performance que consistia a cremar diners que el públic havia donant prèviament i pintar amb les cendres que quedaven. El 1982, amb Het is theater zoals te verwachten en te voorzien, va fer un autèntic trencament en la manera establerta de fer teatre, l'impacte que va causar es va reafirmar dos anys després amb De macht der theaterlijke dwaasheden, obra per la qual va ser invitat a la Bienal de Venècia.
Aquestes dues peces són claus per analitzar el teatre contemporani. Fabre s'ha convertit en un dels artistes més versàtils de l'escena internacional, trencant els codis del teatre existent en introduir l'actuació en temps real -les dites instal·lacions vivents– al mateix temps que explora les possibilitats coreogràfiques per renovar la dansa, mitjançant ballarins e intèrprets que es mouen entre la dansa i l'actuació i una visceralitat pròpia de la seva obra.

### Angelos
És l'entitat que s'encarrega d'organitzar i portar el treball plàstic de l'artista cobrint tots els projectes de galeries, museus i exposicions. També funciona com a productora.

### Troubleyn
Taller de teatral de l'auot on porta a pràctica la seva teoria i del que destaquen quatre actors; Cédric Charron, Annabelle Chambon, Ivana Jozic y Kasper Vandenberghe. La finalitat d'aquest taller és millorar la concienca física i millorar la concentració mental per ampliar la capacitat expressiva en l'escenari.

### Producció escènica
- 1980: Theater geschreven met een K is een kater
- 1982: Het is theater zoals te verwachten en te voorzien was ("It is Theatre as to be Expected and Foreseen"
- 1984: De macht der theaterlijke dwaasheden ("The power of theatrical madness", Venice Biennale
- 1987: Das Glas im Kopf wird vom Glas
- 1988: Prometheus Landschaft
- 1989: Das Interview das stirbt...
- 1989: Der Palast um vier Uhr morgens... A.G.
- 1989: Die Reinkarnation Gottes
- 1990: Das Glas im Kopf wird vom Glas
- 1990: The Sound of one hand clapping
- 1991: Sweet Temptations
- 1991: She was and she is, even
- 1992: Wie spreekt mijn gedachte...
- 1992: Silent Screams, Difficult Dreams
- 1992: Vervalsing zoals ze is, onvervalst
- 1993: Da un'altra faccia del tempo
- 1995: Quando la terra si rimette in movimento
- 1995: Three Dance-solos
- 1995: A dead normal woman
- 1995: Universal Copyrights 1 & 9
- 1996: De keizer van het verlies
- 1997: The very seat of honour
- 1997: Body, Body on the wall
- 1997: Glowing Icons
- 1997: The Pick-wick-man
- 1997: Ik ben jaloers op elke zee…
- 1998: The fin comes a little bit earlier this siècle (But business as usual)
- 1999: Het nut van de nacht
- 2000: As long as the world needs a warrior’s soul
- 2000: My movements are alone like streetdogs
- 2001: Je suis Sang (conte de fées médiéval)
- 2002: Het zwanenmeer
- 2002: Swanlake
- 2002: Parrots & guinea pigs
- 2003: Je suis sang
- 2003: Angel of death
- 2004: Tannhäuser (co-production)
- 2004: Elle était et elle est, même
- 2004: Etant donnés
- 2004: Quando L'Uomo principale è una donna
- 2004: The crying body
- 2005: The King of Plagiarism
- 2005: History of Tears
- 2007: I am a Mistake
- 2007: Requiem für eine Metamorphose
- 2008: Another Sleepy Dusty Delta Day
- 2009: Orgy of Tolerance
- 2010: The Servant of Beauty
- 2010: Preparatio Mortis
- 2011: Prometheus–Landscape II
- 2013: "Tragedy of a Friendship"

## Fabre a Catalunya
La seva primera representació a Catalunya va ser el 2002 al Festival Internacional de Teatre de Sitges amb My movements are alone like streetdogs interpretada per Erma Omarsdottir, l'obra va causa diverses reaccions fascinant a alguns i desagradant a altres.
En el marc del Festival Grec de 2003 va presentar Je suis sang, una reflexión visionaria sobre "el cuerpo líquido" en clau positiva i que la sang emprada, a diferència del que pensava la gent, no era de veritat, igual que la circumcisió.
La Fundació Miró de Barcelona li va dedicar una exposició el 2003 titulada Gaude succurrere vitae -Alegra't d'ajudar la vida on la peça central són les composicions escultòriques fetes amb l'escarabat joia, el Buprestidae. La importància d'aquest material està en el valor que Fabre i veu i que el defineix com "El escarabajo es la memoria de la vida". L'exposició però tenia altres peces (un total de 150) des de dibuixos, escultures i vídeo-art mostrant la capacitat creativa de l'autor i ressaltant el seu caràcter impactant amb dibuixos fets amb la seva propi sang.